# 尼德多夫 (德国)
尼德多夫（德語：Niederdorf）是德国萨克森州的市镇，隶属于厄尔士山县。总面积为13.06平方千米，截至2023年12月31日总人口为1,338人。